# Phyllostomus discolor
Phyllostomus discolor är en fladdermusart som beskrevs av Wagner 1843. Phyllostomus discolor ingår i släktet Phyllostomus och familjen bladnäsor. IUCN kategoriserar arten globalt som livskraftig. Inga underarter finns listade i Catalogue of Life. Wilson & Reeder (2005) skiljer mellan två underarter.

## Utseende
Arten når en absolut längd av 90 till 102 mm, inklusive en 9 till 17 mm lång svans. Underarmarna är 60 till 66 mm långa, bakfötternas längd är 16 till 20 mm, öronen är 17 till 22 mm stora och vikten ligger mellan 30 och 45 g. Liksom hos andra bladnäsor förekommer en hudflik (bladet) på näsan med en grundform som liknar en hästsko samt en spetsig övre del. Pälsens grundfärg är allmänt rödbrun. Hos hannar blir framsidan vitaktig på grund av den vita vätskan från en körtel på bröstet. Svansen är helt inbäddad i den smala svansflyghuden.

## Utbredning
Arten förekommer i Central- och Sydamerika från södra Mexiko till Bolivia och området kring São Paulo i Brasilien. Fladdermusen kan anpassa sig till flera olika habitat. Den hittas främst i låglandet upp till 600 meter över havet och ibland upp till 1160 meter.

## Ekologi
Phyllostomus discolor jagar insekter och äter frukter, nektar samt pollen. Den vilar i trädens håligheter och i grottor. En koloni med upp till 25 exemplar består av en eller flera haremsgrupper med en hanne och upp till 12 honor. Allmänt förekommer ingen fast parningstid. I några regioner som Costa Rica föds ungarna oftast vid början av regntiden.

## Bildgalleri

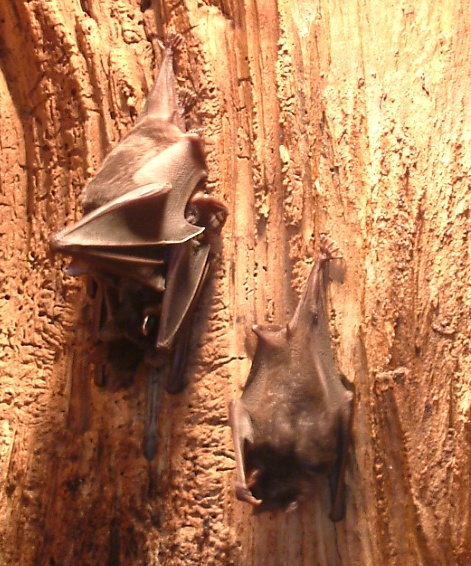
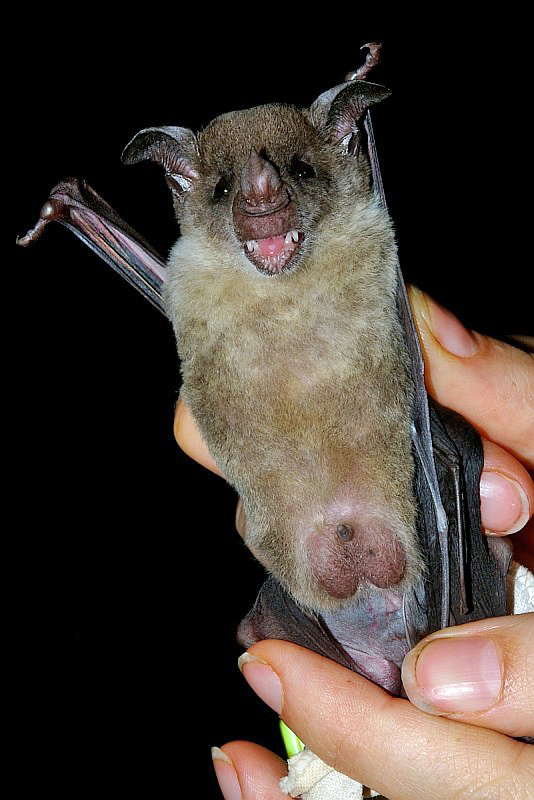
Hanne